# Felipe de Lazcano y Morales de Setién
Felipe de Lazcano y Morales de Setién (La Almunia de Doña Godina, 22 de abril de 1868-Madrid, 28 de noviembre de 1951) fue un jurisconsulto, empresario, político y financiero español.

## Orígenes familiares
Perteneciente a una familia de clase acomodada, era hijo de don Pablo de Lazcano y del Valle quien, tras finalizar sus estudios de derecho, dedicó prácticamente toda su vida a la judicatura, llegando a ser Magistrado del Tribunal Supremo español, y de doña Elvira Morales de Setién y Ramírez de Arellano, noble dama de alta alcurnia, hermana del sexto heredero de los marquesados de Santa Cruz y de Fuen Mora.
Aunque nacido en La Almunia de Doña Godina, debido a hallarse por entonces su padre destinado como juez de primera instancia en dicha localidad aragonesa, sus raíces eran riojanas. Su padre era de Castildelgado (municipio hoy perteneciente a la provincia de Burgos, pero entonces incluido en la de Logroño) y sus abuelos y ascendentes paternos eran de Santo Domingo de la Calzada, mientras que su madre, así como sus abuelos y ascendientes maternos, eran naturales de Alfaro (donde se conocieron y casaron).
Felipe era el mayor de los tres hijos que su padre tuvo de su arriba citado segundo matrimonio (matrimonio, por cierto, llevado a cabo mediante poderes), pues contaba con dos hermanastras paternas más, fruto de unas primeras nupcias que contrajese con doña Teresa Sáenz del Prado e Ibáñez. Sabina y Mª. del Carmen eran los nombres de sus hermanastras paternas, ambas mayores que él, y Elvira y Rosa los de sus hermanas, la primera cuatro años mayor que él, y la segunda cinco años menor que él.

## Abogacía
Al igual que su padre, cursó la carrera de derecho en la Universidad Central de Madrid, especializándose en su caso en derecho civil y canónico, carrera que compaginó con un puesto de trabajo como Auxiliar de la Secretaría de Gobierno del Tribunal Supremo entre 1884 y 1887. Accedió entonces, con su carrera recién finalizada, a Oficial de 3.ª de la Secretaría del Ministerio de Gracia y Justicia, puesto que permutó por el de Oficial de 2.ª, en calidad de Auxiliar de Cuartos del Ministerio de Ultramar, en el que permaneció hasta 1890, para regresar dicho año como Oficial de 1.ª, en calidad de Auxiliar de Terceros, nuevamente al Ministerio de Gracia y Justicia. En dicho ministerio es ascendido en 1895 a Jefe de Negociado de 3.ª Clase, en calidad de Auxiliar de Segundos, cargo del que, sin embargo, tendrá que cesar por motivos de salud dos años después (1897), finalizando aquí su trayectoria dentro de la administración. A partir de ese momento, y a lo largo del resto de su vida, ejercerá como abogado a título privado, habiendo legado numerosos precedentes de cara a la jurisprudencia española.
En 1889 había ingresado en el Ilustre Colegio de Abogados de Madrid, donde se conserva parte de su archivo profesional, así como del de su padre. Asimismo, ejerció como profesor en la Real Academia de Jurisprudencia y Legislación, convirtiéndose en un asiduo conferenciante en charlas, mesas redondas, coloquios y demás, organizados por las más prestigiosas instituciones españolas con alguna faceta jurídica: desde el Ateneo de Madrid (del que era socio) hasta diversas universidades.
El 24 de abril de 1932 fue nombrado oficialmente por el entonces ministro de Justicia, don Álvaro de Albornoz y Luminiana, uno de los vocales del Tribunal de Oposiciones al Cuerpo de Aspirantes a la Judicatura.

## Trayectoria empresarial
A la temprana edad de veintinueve años ya formaba parte del consejo de administración de la Compañía Arrendataria de Tabacos (a partir de 1946, Tabacalera S. A.), en el que ocupó diversos cargos.
Fue uno de los fundadores de la Asociación de Industrias Metalúrgicas de las Regiones de España (creada en abril de 1913), siendo designado como uno de los vocales de su mesa presidencial.
Sin embargo, a pesar de sus esfuerzos en las señaladas materias mercantiles, su verdadero impulso financiero provino de la favorable coyuntura económica que surgió en España a raíz del estallido de la I Guerra Mundial.
El 26 de junio de 1917 fue nombrado oficialmente por el entonces ministro de Fomento, don Luis de Marichalar y Monreal, uno de los vocales de la Junta de Transportes Marítimos, y de su Subcomisión (junta que será sustituida ministerialmente por el Comité de Tráfico Marítimo a partir del 16 de octubre de dicho año), en nombre de los Navieros Libres de España (lo que a su vez le convirtió, por elección interna, en uno de los vocales de la Junta Central de Abastecimientos, inmediata sucesora de la Junta Central de Subsistencia por la Gran Guerra (1915-1916), junta que desapareció el 3 de octubre de 1917), puesto en el que permanecerá hasta la desaparición de dicha institución el 11 de septiembre de 1920.
Formó parte también de la Comisión Minera Asturiana y del Comité de Distribución de Carbones (creado en 1918).
Fue asimismo uno de los fundadores del Consorcio Hullero español (creado en 1927), siendo designado como uno de los miembros de su mesa presidencial en representación de la patronal.
En 1932 publicó, conjuntamente con don Teodoro de Anasagasti y Algán, don Saturnino Ulargui y Moreno, don Otto Czekelius, don José Fonseca y Zavala, don José Fonseca y Llamedo y don Agustín Chávarri y Zuazo, el libro El futuro Madrid, con 99 grabados: crítica del Proyecto de Extensión y Extrarradio, 1932, obra de carácter eminentemente arquitectónico-urbanístico, en la que contribuye ofreciendo su punto de vista inmobiliario-empresarial, ya que por entonces se había convertido en uno de los mayores propietarios de bienes inmuebles de España (con acertado criterio, adquirió enormes fincas en los extrarradios de algunas de las entonces más importantes ciudades mercantiles del país: Madrid, San Sebastián, Málaga..., además de numerosos edificios dentro de sus cascos urbanos).
Igualmente ocupó a lo largo de su vida distintos cargos en los consejos de administración de empresas como la Compañía Metalúrgica “Duro Felguera”, la Sociedad Española de Petróleos, la Compañía de Construcciones Hidráulicas y Civiles, la Compañía Española de Minas del Rif, el Sindicato Asturiano del Puerto del Musel, la Sociedad "La Mezquita de Córdoba" (que llegó a presidir), el grupo Prensa Gráfica S. A. o la Compañía "Cinemas" (de la que, cuando falleció, era vicepresidente).

## Carrera política
Afiliado en 1910 al Partido Liberal-Conservador, se englobó en su facción "ciervista", por el que fue elegido diputado a Cortes nacionales por la circunscripción electoral lucense, distrito de Mondoñedo, en las elecciones generales de 1919, 1920 y 1923 (legislatura esta última que no pudo siquiera iniciar debido a la impugnación de su escaño, que fue ratificada por el Tribunal Supremo, causando baja como congresista el 6 de junio del mismo año).
Entretanto, el 25 de junio de 1919 fue nombrado oficialmente por el entonces ministro de Hacienda, don Juan de la Cierva y Peñafiel, uno de los vocales de la Comisión Permanente de la Junta de Aranceles y de Valoraciones, cargo en el que permanecerá oficialmente hasta el 21 de septiembre de 1922.
El 21 de febrero de 1931, durante la llamada Dictablanda, fue nombrado director general de Montes, Pesca y Caza en sustitución de don Antonio de Gotor y Cuartero por el entonces ministro de Fomento, don Juan de la Cierva y Peñafiel (R. D. n.º 718), cargo del que será cesado oficialmente el 19 de abril del mismo año por el gobierno provisional de la recién nacida II República Española.
Después de la desaparición de su partido en abril de 1931, volvió a ser elegido diputado, junto a sus correligionarios don Luis Rodríguez de Viguri y Seoane y don Manuel Saco y Rivera, nuevamente por la circunscripción electoral de Lugo, en las elecciones a Cortes nacionales de 1933 como independientes dentro de la CEDA (5.º [Viguri], 6.º [Lazcano] y 8.º [Saco] más votados, de los diez qué tenían derecho a escaño por dicha circunscripción), quienes en compañía de otros diputados electos de distinta procedencia geográfica, formaron primeramente parte de la Minoría (Popular) Agraria en el seno de dicha coalición y, a partir de 1934, del Partido Agrario Español (PAE), del que fuera uno de sus fundadores. En las elecciones generales de 1936 nuevamente se presentó ya por dicho nuevo partido, que acudió esta vez a las urnas en solitario, pero no salió electo por muy escaso número de votos. Este hecho significó su definitivo abandono dentro de la política activa del país.

## Actividad financiera
Dentro de su labor empresarial también se dedicó al mundo de las finanzas, llegando a integrarse en la junta de administración del Banco Central, del que ocupaba su vicepresidencia en 1930. Es por ello que, por Orden de 25 de junio de 1937 del Gobierno de Burgos, entrase a formar parte de una Comisión Gestora, que dirigirá dicho banco hasta el 11 de agosto de 1938 (fecha de su disolución), para continuar, en su caso concreto, como presidente de la entidad hasta noviembre de 1939.
Compaginó sus labores en el Banco Central con las realizadas en el Banco Hispano Colonial, de cuyo consejo de administración también formó parte.

## Datos biográficos
Casó con doña Josefina Rengifo y Tercero, junto a la que fue padre de Felipe, Pablo, Bernardo, José Antonio, Manuel, Adela y Carlos de Lazcano y Rengifo, y de la que enviudó en 1944.
Durante una estancia en París, y tras cenar con su pariente político don Miguel Primo de Rivera y Orbaneja la noche antes de su fallecimiento (el 15 de marzo de 1930), le sorprendió la noticia del fallecimiento de este (acaecido a la mañana siguiente), quedándose en la capital francesa para, como otros tantos destacados personajes de la vida pública española del momento, dar su último adiós al exdictador, junto a cuyo cadáver y miembros de la improvisada comitiva que se formó, viajar de regreso a España en tren.
Falleció en Madrid el 28 de noviembre de 1951, a los ochenta y tres años, siendo enterrado en el cementerio de la Sacramental de San Isidro, donde actualmente reposan sus restos.